# Затока Посьєта
42°30′00″ пн. ш. 130°55′00″ сх. д. / 42.5° пн. ш. 130.91666666667° сх. д.
Затока Посьєта — затока у південно-західній частині затоки Петра Великого Японського моря, розташована між мисами Суслова та Гамова.

## Гідрографія
Розміри затоки — близько 31 км з північного сходу на південний захід і 33 км з північного заходу на південний схід. Береги затоки сильно порізані та утворюють внутрішні затоки та бухти: бухта Експедиції, бухта Новгородська, бухта Рейд Паллада, затока Китова та низка дрібніших. Площа поверхні— 445 км².

### Льодовий режим
Східна частина затоки практично не замерзає, тут з кінця листопада до кінця березня зустрічається лід, що дрейфує. Західна частина затоки з другої половини грудня по першу половину березня скута нерухомим льодом.

### Глибина
Західна частина затоки Посьєта мілководна; глибини понад 10 м зафіксовані тільки у бухті Паллада і біля входу до бухти Новгородська. Глибини у східній частині затоки рівні та поступово зменшуються до її берегів. Грунт здебільшого — камінь, вкритий шаром піску та мулу.

## Кліматичні умови
Улітку в затоці Посьєта переважають східні та південно-східні вітри із середньою швидкістю 3—4 м/с, узимку — західні та північно-західні із середньою швидкістю до 6 м/с. При цьому якщо восени вершини гір півострова Гамова починають закриватися хмарами, варто очікувати сильного північно-західного вітру. Штормові вітри найчастіше бувають взимку. У вершині затоки Посьєта кількість днів зі швидкістю вітру 14 м/с не перевищує чотирьох на місяць, біля вхідних мисів сягає дев'яти на місяць.
Тумани у затоці Посьєта з'являються у перші весняні місяці і продовжуються до серпня, досягаючи найбільшої повторюваності у червні-липні. Дуже часто район між островом Фуругельма та мисом Гамова покритий туманом, тоді як у решті акваторії затоки у цей час ясно. Навесні та пізно восени в штиль або при слабкому вітрі у затоці Посьєта іноді спостерігається імла із запахом гару, застилаюча берега, яка розганяється першими ж поривами вітру.

## Господарське значення
На березі затоки знаходяться такі населені пункти: Посьєт, Зарубіне, Краскіне, Андріївка та декілька дрібніших населених пунктів.
З початку липня і до кінця вересня на берегах затоки проводять свій відпочинок багато жителів Примор'я та Далекого Сходу. У затоці знаходиться плантація морського гребінця.